# Eustomias pinnatus
Eustomias pinnatus är en fiskart som beskrevs av Clarke, 1999. Eustomias pinnatus ingår i släktet Eustomias och familjen Stomiidae. Inga underarter finns listade i Catalogue of Life.